# 毛罗·迪贝尔纳多
毛罗·迪贝尔纳多（義大利語：Mauro Di Bernardo，1956年3月24日—），意大利前男子排球运动员。他曾代表意大利国家队参加1980年夏季奥林匹克运动会排球比赛，结果获得第九名。